# どう男女!?
『どう男女!?』（どうなんにょ!?）は、萩わら子作の漫画作品。
集英社の少女漫画雑誌『りぼん』2007年6月号から同年8月号まで連載された。内容は、ふとしたことから男女が入れ替わり、お互いどえらい目にあう、というものだった。
このタイトルは、男女という言葉を使いたく、担当者と合作で考えた、と作者は話している。

## あらすじ
工藤 里美（16）はある朝、遅刻しそうになりながらもくしゃみをしながら急いで学校の近くを走っていた。そこに同じ状況で走っていたクラスメイトの大葉 武（16）と角で衝突、それがきっかけとなり2人の心が入れ替わってしまう。2人とも、（当然ながら）お互いの初めての状況に慣れず、混乱続きの毎日であった。
里美の親友、三谷 真理子（16）は、武の親友、吉永 直茂（16）のことが好き。だけど、武は真理子の事が好き。入れ替わった中、武はそんな複雑な想いを抱えながらも、武になった里美は色々とおせっかいを焼くが……
果たして、彼女（彼）達の運命やいかに!?
　

## 人物紹介
工藤　里美（くどう　さとみ）
低血圧でうっかり者。おっちょこちょいで元気。真理子の親友。ある日、突然クラスメイトの武と入れ替わる。猫を飼っている。家族構成は父・母・弟の4人家族。
大葉　武（おおば　たけし）
お調子者のお祭り男。男子にもてるが、女子にはもてない。だけど女子にもてたい、と常日頃から思っている。直茂の親友。ある日突然、クラスメイトの里美と入れ替わる。犬を飼っている。
三谷　真理子（みたに　まりこ）
可愛くて、とても女の子らしい。里美の親友。直茂が好き。
吉永　直茂（よしなが　なおしげ）
かっこ良くてとても人気者。武の親友。

## 単行本
りぼんマスコットコミックス（集英社）から全1巻。2007年12月14日（金）に発売された。
全3話のため、他に読み切り2作も収録されている。